# NXT TakeOver: San Antonio
L'édition San Antonio de NXT TakeOver est une manifestation de catch (lutte professionnelle) produite par World Wrestling Entertainment, une fédération de catch américaine, qui est diffusée et visible en streaming payant sur le WWE Network. Cet événement met en avant les Superstars de NXT, le club-école de la compagnie. L'événement a eu lieu le 28 janvier 2017 au Freeman Coliseum à San Antonio (Texas). Il s'agit de la quatorzième édition de NXT TakeOver.

## Contexte
Les spectacles de la World Wrestling Entertainment (WWE) sont constitués de matchs aux résultats prédéterminés par les scénaristes de la WWE. Ces rencontres sont justifiées par des storylines – une rivalité avec un catcheur, la plupart du temps – ou par des qualifications survenues dans les shows de la WWE telles que Raw, SmackDown et NXT. Tous les catcheurs possèdent une gimmick, c'est-à-dire qu'ils incarnent un personnage gentil (Face) ou méchant (Heel), qui évolue au fil des rencontres. Un événement comme San Antonio est donc un événement tournant pour les différentes storylines en cours,.

## Tableau des matchs
| Ordre par numéros                                                                         | Résultat | Stipulation(s)                                     | Temps |
| ----------------------------------------------------------------------------------------- | --- | -------------------------------------------------- | ----- |
| 1                                                                                         | Eric Young (avec Alexander Wolfe et Killian Dain) bat Tye Dillinger                                         | Match simple                                       | 10:55 |
| 2                                                                                         | Roderick Strong bat Andrade "Cien" Almas (avec Zelina Vega)                                                 | Match simple                                       | 11:40 |
| 3                                                                                         | The Authors of Pain (Akam et Rezar) (avec Paul Ellering) battent DIY (Johnny Gargano et Tommaso Ciampa) (c) | Tag Team match pour les NXT Tag Team Championship  | 14:39 |
| 4                                                                                         | Asuka (c) bat Nikki Cross, Billie Kay et Peyton Royce                                                       | Fatal 4-Way match pour le NXT Women's Championship | 09:55 |
| 5                                                                                         | Bobby Roode bat Shinsuke Nakamura (c)                                                                       | Match simple pour le NXT Championship              | 27:15 |
| La lettre C placée entre parenthèses désigne la personne ou l’équipe championne en titre. | |                                                    |       |